# Mikroskopija z mrežno ravninsko osvetlitvijo
Mikroskopija z mrežno ravninsko osvetlitvijo (angleško Lattice light-sheet microscopy, LLSM) je modificirana različica fluorescentne mikroskopije z ravninsko osvetlitvijo, ki povečuje hitrost pridobivanja slik, hkrati pa zmanjšuje poškodbe na celicah zaradi fototoksičnosti. Omogoča jo uporaba strukturirane svetlobne ravnine za vzbujanje fluorescence v zaporednih ravninah vzorca, ki ustvarja časovno zaporedje 3D-slik. Uporablja se za vpogled v dinamična biološka dogajanja.  
Tehniko je v zgodnjih 2010-ih letih razvil ameriški fizik Eric Betzig. Eric Betzig po poročanju časopisa Washington Post meni, da bo imel izum te tehnike večji pomen kot delo, ki mu je leta 2014 prineslo Nobelovo nagrado za kemijo za »razvoj fluorescentne mikroskopije z izjemno visoko ločljivostjo«.

## Tehnika
Mikroskopija z mrežno ravninsko osvetlitvijo je inovativna kombinacija tehnik fluorescentne mikroskopije z ravninsko osvetlitvijo, Besselove mikroskopije in mikroskopije z izjemno visoko ločljivostjo (natančneje mikroskopije s strukturirano osvetlitvijo, SIM).
Pri mikroskopiji z mrežno ravninsko osvetlitvijo je podobno kot pri mikroskopiji z ravninsko osvetlitvijo vzorec osvetljen pravokotno glede na zaznavanje slike. Svetlobna ravnina najprej nastane tako, da se linearno polarizirani krožni vhodni žarek raztegne s parom cilindričnih leč vzdolž osi x in nato stisne z dodatnim parom leč vzdolž osi z. Ta sprememba ustvari tanko plast svetlobe, ki se nato projicira na binarni feroelektrični prostorski modulator svetlobe (SLM). SLM je naprava, ki prostorsko spreminja valovno obliko svetlobnega snopa. Svetloba, ki se odbije nazaj od SLM, se uporablja za odpravo neželenega uklona. Uklon odpravi transformatorska leča, ki ustvari Fraunhoferjev uklonski vzorec odbite svetlobe na neprozorni maski, ki vsebuje prozoren obroček. Optične mreže so dvo- ali tridimenzionalni interferenčni vzorci, ki jih tu ustvarja prozoren anularni obroček. Maska je konjugirana z galvanometroma x in z. Ta lastnost mikroskopa je pomembna za razpršeni način delovanja, pri katerem mora svetlobna ravnina oscilirati v osi x.
Mikroskop z mrežno ravninsko osvetlitvijo lahko deluje v dveh načinih. V razpršenem načinu se svetlobna ravnina hitro skenira vzdolž osi x in se posname samo ena slika na ravnino Z, pri normalni ločni ločljivosti.  Drugi način delovanja je način strukturirane osvetljevalne mikroskopije (SIM). SIM je tehnika, pri kateri je mrežni vzorec vzbujalne svetlobe nameščen na vzorec in vrten v korakih med zajemom vsake slike. Te slike se nato obdelajo z algoritmom za izdelavo rekonstruirane slike, ki presega mejo difrakcije, ki je vgrajena v naše optične instrumente.

## Teorija
Mikroskopijo z mrežno ravninsko osvetlitvijo lahko gledamo kot izboljšanje Besselovih svetlobnih mikroskopov  v smislu aksialne ločljivosti (imenovano tudi ločljivost v z). V mikroskopih z ravninsko osvetlitvijo, ki uporabljajo Besselov snov, se najprj ustvari nedifrakcijski Besselov snop, ki se nato razprši v smeri x, da nastane ravnina. Režnji Besselovih funkcij pa nosijo toliko energije kot osrednje mesto, kar povzroči osvetlitev iz globine polja predmeta opazovanja.
Mikroskopija z mrežno ravninsko osvetlitvijo zmanjša intenzivnost zunanjih režnjev Besselovih funkcij z destruktivnimi interferencami. V ta namen se ustvari dvodimenzionalna mreža redno razporejenih Besselovih snopov. Nato lahko s previdnim uravnavanjem razmika med snopi (torej rastra mreže) sprožimo destruktivne interference.
Mrežo interferenčnih Besselovih snopov oblikuje prostorski modulator svetlobe (SLM), naprava s tekočimi kristali, pri kateri je mogoče vklopiti in izklopiti posamezne slikovne pike za prikaz binarnega vzorca. Zaradi matrične narave SLM vsebuje ustvarjeni vzorec veliko neželenih frekvenc. Te filtrira obroček, ki je nameščen v ravnini, konjugirani z zadnjo goriščno ravnino predmeta opazovanja (Fourierjeva domena).
Da končno nastane enakomerna intenziteta na vzorcu in ne na mreži, ravnino razprši galvanometer, ki niha v smeri x.

## Izboljšave drugih tehnik
Mikroskopija z mrežno ravninsko osvetlitvijo omogoča visoko ločljivost in jasnost pri veliki hitrosti zajemanja slike, ne da se bi s fotobeljenjem poškodovali vzorci. Fotobeljenje je glavni in zelo pogost problem pri fluorescentni mikroskopiji, pri kateri fluorescentne oznake ob večkratnem vzbujanju izgubijo sposobnost oddajanja fotonov. Za razliko od običajnih fluorescentnih mikroskopov ie fotobeljenje vzorcev v mikroskopu z mrežno ravninsko osvetlitvijo izrazito manjše kot pri običajnih tehnikah (pri običajnih tehnikah to povzroči slikovni signal, ki pri večkratnem vzbujanju postaja čedaljše šibkejši). To omogoča dolgotrajno osvetljevanje brez izgube jasnosti, kar posledično omogoča zajem dalj trajajočega videoposnetka. Mrežni postopek lahko poleg tega zajame od 200 do 1000 ravnin na sekundo, kar je izjemno hitro zajemanje, ki ustvarja nepretrganost ustvarjenih videoposnetkov, tako da ni pri opazovanju dogajanja nobenih vrzeli. Ta stopnja zajema je za en velikostni red hitrejša od vzbujanja z Besselovim snopom in dva velikostna reda hitrejša od konfokalne mikroskopije z vrtečim se diskom. Ti dve prednosti omogočata raziskovalcem, da dlje časa snemajo zelo podrobne filme.

## Uporaba
Mikroskopija z mrežno ravninsko osvetlitvijo se uporablja za celično lokalizacijo in vivo in visokoločljivostno opazovanje. Omejeni vzbujevalni pas mrežnih svetlobnih ravnin ohranja v gorišču skoraj vse osvetljene celice. Zmanjšanje velikih, nefokusiranih madežev omogoča natančno sledenje posameznih celic pri visoki molekulski gostoti, kar je bilo s prejšnjimi mikroskopskimi tehnikami nedosegljivo. Mrežna ravninska osvetlitev se zato uporablja za opazovanje različnih dinamičnih celičnih interakcij. Zmanjšanje fototoksičnosti je odprlo vrata za preučevanje subceličnih procesov v zarodkih, ne da bi pri tem poškodovali njihova živa tkiva. V študijah so proučevali in kvantificirali vrsto zelo spremenljivih vzorcev rasti mikrotubulov med mitozo. Posneli so celice D. discoideium med hitrim kemotaktičnim gibanjem druge proti drugi in začetnim stikom.
Opazili so združevanje celic T in tarčnih celic s poznejšim oblikovanjem imunološke sinapse. Napredek tehnike mrežne ravninske osvelitve je pri teh interakcijah razkril 3D-vzorce premikanja aktina in oblikovanje lamelipodnih izrastkov. Povečanje hitrosti slikanja je v drugi študiji omogočilo tudi opazovanje hitrega premikanja nevtrofilcev skozi zunajcelični matriks.

## Omejitve
Mikroskopija z mrežno ravninsko osvetlitvijo je za doseganje dobre kakovosti slike omejena na prozorne in tanke vzorce. Kakovost pridobljene slike se poslabšuje z globino slikanja vzorca. Ta pojav se pojavi zaradi aberacij, ki jih povzročajo vzorci. Za vzorčenje vzorcev, debelejših od 20 do 100 μm, so predlagali uporabo adaptivne optike.

### Ločljivost
- SIM: 150 nm za ločljivost xy 230 nm, ločljivost z 280 nm
- Razpršenon: 230 nm za ločljivost xy 230 nm, ločljivost z ~ 370 nm

### Kontrast
- Ker je širina vzbujevalnega pasu ~ 1,0 mikrona in goriščna globina predmeta zaznave ~ 1,1 mikrona, je večina osvetljenih molekul v goriščni ravnini.

### Globina
- S kombiniranjem mikroskopije z mrežno ravninsko osvetlitvijo in adaptivne optike je mogoče slikati v globini, ki presega 20–100 mikronov.

## Nadaljnje delo
Tehniko aktivno razvijajo v raziskovalnem kampusu Janelia na Medicinskem inštitutu Howard Hughes.  Eric Betzig je dejal, da je njegov cilj združiti svoje delo na mikroskopiji in razviti "visokohitrostno orodje z visoko ločljivostjo in nizkim vplivom, s katerim bo mogoče pogledati v globino bioloških sistemov."  Prodor globlje od 20–100 μm lahko dosežemo s kombiniranjem mikroskopije z mrežno ravninsko osvetlitvijo in adaptivne optike.

## Komercialno dostopni mikroskopi
- Intelligent Imaging Innovations (3i) – Lattice LightSheet  [2]